# Nanzhao, Fujian
Nanzhao (kinesiska: 南诏)  är en köping i sydöstra Kina. Den ligger i Zhao'an härad i staden Zhangzhou i provinsen Fujian, omkring 340 kilometer sydväst om provinshuvudstaden Fuzhou. Antalet invånare är 68 268. Befolkningen består av 34 223 kvinnor och 34 045 män. Barn under 15 år utgör 13,0 %, vuxna 15-64 år 76 %, och äldre över 65 år 10,0 %.